# برابانتیا
برابانتیا (انگلیسی: Brabantia) شرکت تولید صنعتی هلندی است، که در سال ۱۹۱۹ تأسیس شد.